# Municipio de Harrison (condado de Fayette)
El municipio de Harrison (en inglés: Harrison Township) es un municipio ubicado en el condado de Fayette en el estado estadounidense de Indiana. En el año 2010 tenía una población de 6450 habitantes y una densidad poblacional de 90,97 personas por km².

## Geografía
El municipio de Harrison se encuentra ubicado en las coordenadas 39°40′45″N 85°10′17″O / 39.67917, -85.17139. Según la Oficina del Censo de los Estados Unidos, el municipio tiene una superficie total de 70.91 km², de la cual 70,9 km² corresponden a tierra firme y (0 %) 0 km² es agua.

## Demografía
Según el censo de 2010, había 6450 personas residiendo en el municipio de Harrison. La densidad de población era de 90,97 hab./km². De los 6450 habitantes, el municipio de Harrison estaba compuesto por el 96,68 % blancos, el 1,52 % eran afroamericanos, el 0,28 % eran amerindios, el 0,34 % eran asiáticos, el 0,29 % eran de otras razas y el 0,88 % eran de una mezcla de razas. Del total de la población el 0,95 % eran hispanos o latinos de cualquier raza.